# Zvezdasti motor
Zvezdasti ali radialni motor (ang. radial engine; nem. sternmotor; fr. moteur en étoile) je vrsta letalskega motorja z notranjim zgorevanjem, pri katerem so valji nameščeni radialno okrog ročične gredi, podobno kot naperke pri kolesu. Večinoma so se uporabljali na letalih, preden so prišli turbinski letalski motorji. Po navadi so bili zračno hlajeni, kar je zmanjšalo težo in kompleksnost motorja zaradi odsotnosti hladilnika. To je tudi povečalo odpornost na zadetke od sovražnikovega ognja v bojih. So pa imeli večji prečni presek kot vrstni ali V-motorji, kar je povečalo zračni upor. To težavo so prvi delno uspešno rešili nemški konstruktorji v letalu FW-190 oz. z motorjem BMW 801, kjer so motor bolj zaprli, predenj pa postavili dodatni ventilator za razprševanje zraka.
Večina zvezdastih motorjev je bila na bencin, so pa obstajali tudi dizelski zvezdasti motorji, ki so imeli manjšo porabo goriva in manjšo verjetnost požara. 
Močnejše izvedbe so imele več vrst valjev (tudi do štiri), v vrsti je bilo vedno liho število valjev za gladko delovanje motorja. Npr. pri pet cilindričnem zvezdastem motorji je bil zaporedni red vžiga 1, 3, 5, 2, 4 in potem spet 1 - vsak drugi cilinder je vžgal.
Motorji družine Wasp izdelovalca Pratt & Whitney so bili vgrajeni v najuspešnejše izmed lovcev druge svetovne vojne, npr. Vought F4U Corsair, Grumman F6F Hellcat, Republic P-47 Thunderbolt, v številne bombnike in transportna letala; po mnenju strokovnjakov predstavljajo vrh razvoja zračno hlajenih zvezdastih motorjev.
Zvezdaste motorje je sorazmerno težko zagnati zaradi visoke viskoznosti neogretega olja. Npr. če je letalo imelo štiri motorje, je bilo v praksi pogosto, da je bil vsaj eden motor težak za zagon. Uporablja se različne načina zagona: manjše se lahko zažene z električnim zaganjalnikom, za večje motorje se je uporabljali tudi eksplozivni naboj, ki je zagotavljal plin pri zagonu ali pa majhen majhen dvotaktni bencinski motor. Prvi skuterji Piaggio Vespa so za pogon uporabljali predelan dvotaktni zaganjalnik.
Čas med prenovo motorja zvezdastih motorjih (TBO) je okrog 600-1500 delovnih ur, precej manj kot turbinski letalski motorji (tudi do 5000 ur). 

## Primeri letalskih zvezdastih motorjev
- Pratt & Whitney R-4360 Wasp Major
- Wright R-3350 Duplex-Cyclone
- Ivčenko AI-14
- Vedenejev M14P
- Švecov AŠ-62

## Galerija
- Delovanje zvezdstega motorja, v rdečem odmična gred, ki se vrti počasneje in v obratno smer kot pogonska
- Zvezdasti motor dvokrilnika
- Pratt & Whitney R-4360 Wasp Major (z izseki); zadnji izdelovani iz družine
- Nameščanje Wright R-2600 Twin Cyclone motorja na North American bombnik B-25 Mitchell, leta 1942